# Fernando García Salinero
Fernando García Salinero (Vigo, -) es un lexicógrafo, profesor y cervantista español.

## Biografía
Aunque nacido en Vigo, pronto se trasladó a Madrid donde hizo sus primeros estudios, y en cuya universidad se licenció en Filosofía y Letras, consiguiendo luego un premio Extraordinario del Doctorado. Antes, durante su periodo universitario, participó como voluntario en las Misiones Pedagógicas de la Institución Libre de Enseñanza.
Como profesor en Estados Unidos, ha impartido enseñanzas relacionadas con la lexicografía y los temas cervantinos en la Purdue University (Indiana) y la Universidad de Washington, Seattle. En julio de 1978 participó en el Primer Congreso Internacional sobre Cervantes, celebrado en Madrid.

## Obras
- La primera traducción de Vitrubio en la Biblioteca Pública de Cáceres (1964);
- Contribución al estudio del vocabulario español de arquitectura e ingeniería de los siglos XVI y XVII ; léxico de trazafores, muradores y alarifes (1964);
- Léxico de alarifes de los siglos de oro (1968), premiado y publicado por la Real Academia Española;
- Poesía hermética de Juan Ramón Jiménez: el «Diario» como centro de su mundo poético (1973);
- Actualidad lingüística de Francisco Sánchez de las Brozas (1973);
- Viaje de Turquía: (la odisea de Pedro de Urdemalas) (2010); edición de García Salinero sobre la obra de Cristóbal de Villalón;
- La senda del tigre

### Ensayos cervantinos
- El ingenioso Don Quijote de la Mancha : que contiene su tercera salida y es la quinta parte de sus aventuras (2005), edición de García Salinero sobre la obra de Alonso Fernández de Avellaneda;
- "Teoría literaria de la ciudad en Cervantes", en Papeles de Son Armadans, n.º 139, año 1967, páginas 13-37;
- Alonso Ledesma : ¿soldado y autor del falso "Quijote"? (1967);